# 産業構造審議会
産業構造審議会（さんぎょうこうぞうしんぎかい）は、経済産業省が所管する審議会である。産構審（さんこうしん）と略される。

## 概要
経済産業省設置法第6条に基づき、中央省庁再編にともなって2001年1月6日に設置された審議会である（ただし、それ以前にも同名の審議会が存在した）。同法第7条には、本審議会は以下の事務を所掌するとされている。
- 産業構造の改善に関する重要事項その他の民間の経済活力の向上及び対外経済関係の円滑な発展を中心とする経済及び産業の発展に関する重要事項を調査審議すること。
- 割賦販売、ローン提携販売、割賦購入あっせん及び前払式特定取引に関する重要事項を調査審議すること。
- 商品市場における取引に関する重要事項を調査審議すること。
- 消費生活用製品の安全性並びに訪問販売、通信販売、電話勧誘販売、連鎖販売取引及び特定継続的役務提供に関する重要事項を調査審議すること。
- 工場立地法、工業再配置促進法、生涯学習の振興のための施策の推進体制等の整備に関する法律、伝統的工芸品産業の振興に関する法律、航空機工業振興法、自転車競技法及び小型自動車競走法の規定によりその権限に属させられた事項を処理すること。

## 平成31年1月24日以降の組織

### 部会
- 2020未来開拓部会
- 経営力向上部会
- グリーンイノベーションプロジェクト部会
- 経済産業政策新機軸部会
- 知的財産分科会
- 地域経済産業分科会
- 通商・貿易分科会
- 産業技術環境分科会
- 製造産業分科会
- 商務流通情報分科会
- 保安・消費生活用製品安全分科会

### 委員
委員名簿

## 平成25年6月30日以前の組織

### 部会
- 地域経済産業分科会
- 貿易経済協力分科会
- 産業技術分科会
- 航空機宇宙産業分科会
- 車両競技分科会
- 繊維産業分科会
- 伝統的工芸品産業分科会
- 情報経済分科会
- 商品取引所分科会
- 割賦販売分科会
- 基本政策部会
- 新成長政策部会
- 知的財産政策部会
- 産業金融部会
- 通商政策部会
- 環境部会
- 化学・バイオ部会
- サービス政策部会
- 流通部会
- 消費経済部会

### 委員
※ 役職等は就任時のもの
- 御手洗冨士夫 - 日本経済団体連合会会長・キヤノン代表取締役会長 （会長）
- 池尾和人 - 慶應義塾大学経済学部教授 （産業金融部会長）
- 石谷久 - 慶應義塾大学政策・メディア研究科教授 （環境部会長）
- 石黒一憲 - 東京大学大学院法学政治学研究科教授[1]
- 上原征彦 - 明治大学大学院グローバル・ビジネス研究科教授 （流通部会長・サービス政策部会長）
- 内永ゆか子 - 日本アイ・ビー・エム技術顧問
- 大沢真知子 - 日本女子大学人間社会学部教授
- 大西隆 - 東京大学先端科学技術研究センター教授 （地域経済産業分科会長）
- 尾崎安央 - 早稲田大学大学院法務研究科教授 （商品取引所分科会長）
- 木村孟 - 独立行政法人大学評価・学位授与機構長 （産業技術分科会長）
- 河野栄子 - リクルート特別顧問
- 古賀伸明 - 日本労働組合総連合会事務局長
- 佐々木幹夫 - 社団法人日本貿易会会長・三菱商事取締役会長 （貿易経済協力分科会長）
- 橘木俊詔 - 同志社大学経済学部教授（基本政策部会長）
- 辻村哲夫 - 独立行政法人国立美術館東京国立近代美術館長 （伝統的工芸品産業分科会長）
- 冨澤龍一 - 社団法人日本化学工業協会会長 （化学・バイオ部会長）
- 中島尚正 - 独立行政法人産業技術総合研究所理事・東京藝術大学監事 （車両競技分科会長）
- 中村邦夫 - パナソニック代表取締役会長 （通商政策部会長）
- 中山信弘 - 東京大学大学院法学政治学研究科教授 （知的財産政策部会長）
- 西岡喬 - 三菱重工業取締役会長 （航空機宇宙産業分科会長）
- 西室泰三 - 東芝相談役 （新成長政策部会長）
- 野原佐和子 - イプシ・マーケティング研究所代表取締役社長
- 馬場彰 - オンワード樫山名誉会長 （繊維産業分科会長）
- 飛田恵理子 - 東京都地域婦人団体連盟生活環境部副部長
- 松本恒雄 - 一橋大学大学院法学研究科教授 （割賦販売分科会長）
- 村上輝康 - 野村総合研究所シニアフェロー （情報経済分科会長）